# Miss A
Miss A (hangul: 미쓰에이; estilizado como miss A) foi um grupo feminino sul-coreano formado pela JYP Entertainment em 2010. Ele foi composto por quatro integrantes Fei, Jia, Min e Suzy. O grupo encerrou suas atividades oficialmente em dezembro de 2017.

## História

### Estreia, JYP Sisters: Começo na China
As integrantes Fei e Jia foram selecionadas em 2007 (Fei foi descoberta em seu caminho para escola de dança, enquanto Jia teve audições em sua escola). Min fez o teste enquanto ela estava na sexta série, e viajou para os Estados Unidos, onde ela foi treinada por 6 anos, mas voltou em 2008 para continuar as atividades na Coreia. Durante seu tempo em Nova Iorque, ela estudou na Repertory Company High School em Manhattan. Ela é conhecida por seu longo tempo com a Sunye das Wonder Girls e Jo Kwon do 2AM. Antes de sua estreia, Fei e Jia apareceram no videoclipe de "My Color" do grupo 2PM.
Originalmente, Miss A era um grupo de 5 membros que estavam treinando em 2009. Quando ainda estavam treinando, o grupo viajou para a China onde elas apareceram em muitos programas de variedades dançando e mostrando seu talento para os chineses. Como o grupo não tinha um nome oficial elas simplesmente eram conhecida pelos fãs como JYP Sisters ou "Sisters (시스터즈)". Entretanto o grupo tinha sofrido muitas mudanças durante esse período, e ainda com a saída de Hyelim que entrou para a Wonder Girls, enquanto duas outras garotas decidiram sair do grupo. JYP então decidiu que as duas restantes, Fei e Jia se juntaria com uma outra garota, Suzy Bae.
As garotas começaram suas atividades promocionais na China como um grupo contratado pela Samsung China e lançaram uma música para um comercial chamada "Love Again" para o Samsung Beat Festival. A música tinha uma forte influência de uma equipe coreana, como também um compositor coreano, Super Changddai, enquanto o videoclipe foi dirigido por Hong Won Ki. O vídeo musical possibilitou que audições para inserir uma quarta integrante fossem abertas, fazendo com que Min entrasse para o grupo.

### 2010: Estreia na Coreia comBad Girl Good GirleStep Up
O quarteto feminino fez sua estreia oficial em julho de 2010 pela JYP Entertainment com o single "Bad Girl Good Girl". O single foi um sucesso, recebendo grande aceitação da crítica e atigindo o topo de várias paradas musicais.
Após as promoções de "Bad Girl Good Girl", o grupo teve seu retorno ao cenário musical em outubro com uma nova faixa-título, "Breathe", do segundo single Step Up. O grupo mostrou uma transformação exótica com o lançamento do mesmo, sendo completamente diferente do conceito de seu single de estreia.

### 2011: Carreiras solo, Retorno e Estreia na China

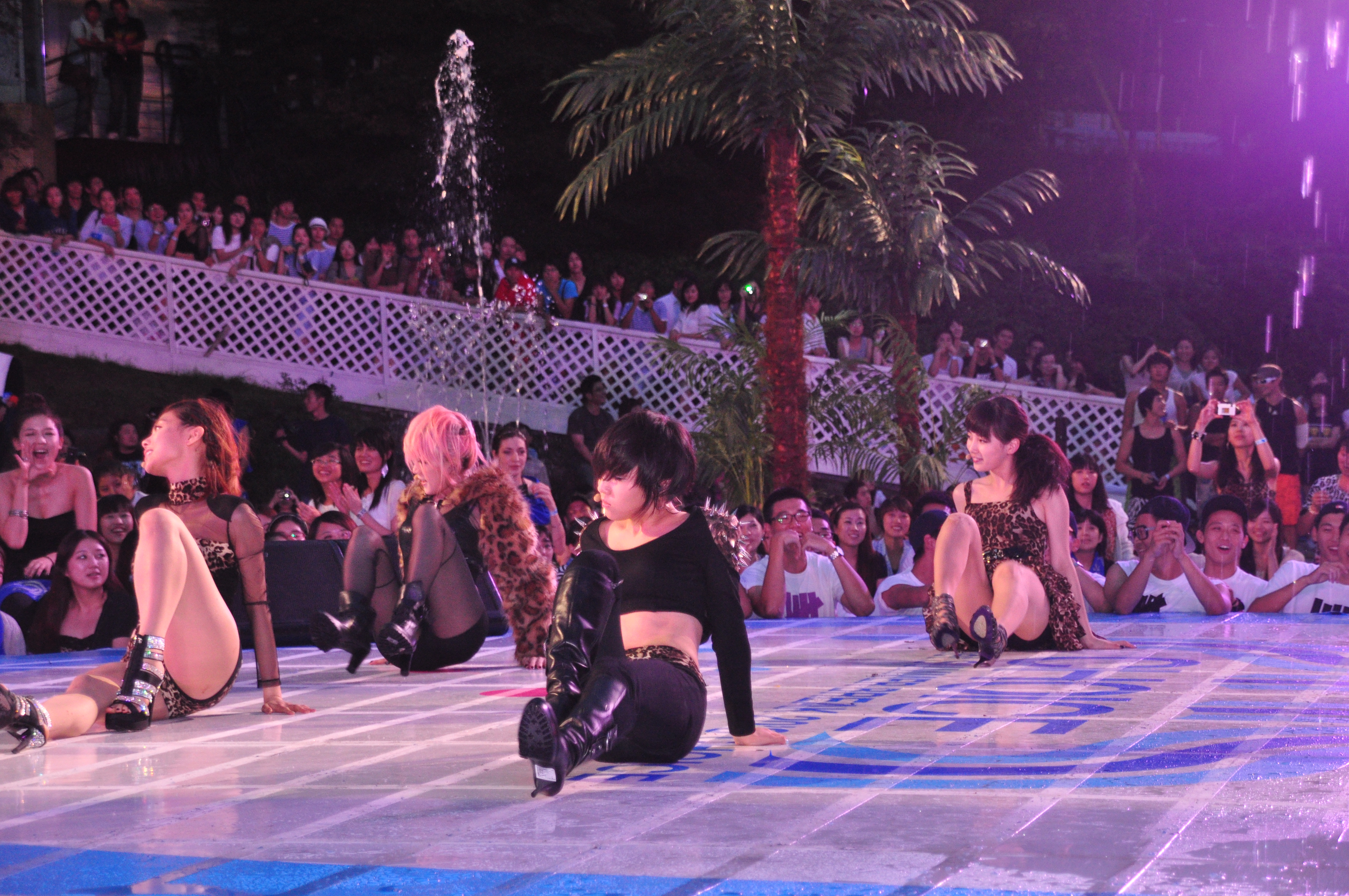
Miss A em janeiro de 2012. Da esquerda para a direita: Jia, Min, Fei e Suzy

Suzy participou do drama "Dream High" com o personagem principal Go Hye Mi justamente com Taecyeon e Wooyoung do 2PM, IU, Eunjung da T-ara e o ator Kim Soo-hyun. Min, foi uma estudante de um programa de variedade da KBS, Oh! My School. O programa foi cancelado.
Jia apareceu no videoclipe do M&D na música "Close Your Mouth" com o integrante da FT Island, Hongki e do B2ST, Jun Hyung no qual foi lançado em 22 de Junho de 2011.
Depois de adiar seu retorno que era para Maio de 2011, lançando o single "Love Alone" em Julho de 2011, Miss A anunciou seu retorno com seu primeiro álbum completo, chamado A Class que foi lançado em 18 de Julho de 2011. Uma semana antes de seu retorno, o trailer de "Good Bye Baby" foi lançado em 10 de Julho de 2011. Mais tarde, elas lançaram outros trailer do videoclipe da música com cada uma das integrantes. Em 15 de Julho, a capa do álbum e a listagem de músicas foram reveladas. A Class, seu primeiro álbum completo, consiste de uma mistura de músicas previamente lançadas e quatro novas músicas, incluindo o single, "Good Bye Baby". O álbum tem o total de 13 músicas. Elas lançaram seu álbum digitalmente em 18 de Julho. Iniciaram a promover a música "Good Bye Baby" em 21 de Julho de 2011 na M! Countdown e depois na Music Bank, e Inkigayo.
Em 30 de Setembro, Miss A finalmente lançou uma edição especial chinesa. Ela foi lançada em lojas físicas e online em Taiwan. Enquanto Hong Kong tinha cópias digitais no mesmo dia, sendo possível só estar nas lojas em Outubro. Para o resto da China, será disponibilizada em Novembro. Essa versão especial contém um DVD com videoclipes, como também versões de músicas em chinês, como "Bad Girl Good Girl", "Breathe", "Goodbye Baby" e "Love Again". Miss A irá fazer uma coletiva de imprensa com a CGV para celebrar seu novo lançamento, e irá participar de programas e outros eventos durante o fim do ano.

### 2013–2017:Hush, Colors, saída de Jia e Min e fim do grupo
Em 29 de outubro, de 2013, foi confirmado que Miss A estaria fazendo seu comeback com seu segundo full-length álbum de estúdio do Hush. A faixa-título foi composta pelo famoso duo compositor, E-Tribe, em vez do JYP (Park Jin Young). Elas realizaram sua primeira etapa em 7 de novembro no M! Countdown e levou para casa o prêmio de nº 1 em 17 de novembro no episódio de Inkigayo,  e 21 de novembro no episódio de M! Countdown, bem como a 22 de novembro no episódio do Music Bank. Devido à exibição do MAMA 2013, não houve nenhum episódio de 21 de novembro no M! Countdown, mas Miss A recebeu o prémio # 1 para essa semana do show. Eles terminaram as suas promoções para "Hush" na Coreia em 08 de dezembro o episódio de Inkigayo e imediatamente depois, elas começaram suas promoções para o seu segundo álbum na China. Em dezembro, a JYP Entertainment liquidado a sua sub-label AQ Entertainment, que era responsável pela gestão Miss A, bem como rótulo companheiro Baek A Yeon. A banda é agora gerida pela JYP Entertainment.
Mais de um ano após a suas férias em 2013, Miss A lançou seu álbum Colors em 30 de março de 2015. Isto foi acompanhado por uma série realidade on-line, real Miss A. O vídeo da música para o primeiro single, "Only You ", ganhou mais de 2 milhões de visualizações no YouTube em 24 horas.
A JYP Entertainment anunciou o término de contrato das integrantes, Jia e Fei, confirmando a não-renovação de uma das artistas. No dia 20/05 (fuso coreano), a agência JYP Entertainment revelou que a integrante Fei decidiu renovar seu contrato com o selo e que a agência continuará a apoiar as atividades de Fei na Coreia e na China. No entanto, foi informado que sua colega de grupo, Jia, escolheu não renovar seu contrato. Mais tarde Jia assinou contrato com a agência Banana Plan Entertainment, dando início a suas atividades na China. A JYP disse que em nota que realmente apoia Jia, que passou um longo tempo com JYP Entertainment e espera que o seu futuro seja ainda mais brilhante. Sobre as atividades do miss A como um grupo, a JYP apenas anunciou que, para um futuro imediato, pretende focar nas atividades e promoções individuais das três integrantes Fei, Min e Suzy
Em 8 de novembro, Min decidiu que não ia fazer mais parte da JYP Entretaintent, escrevendo:
“Olá, essa é a JYP Entertainment.
JYP Entertainment esteve discutindo sobre renovar o contrato de Min, e nós acabamos decidindo não renovar seu contrato. Seu contrato agora naturalmente acabou.
Não há nada decidido por agora sobre as futuras promoções do miss A.
Obrigado.”
No dia 27 de dezembro a JYP Entertainment lançou uma nota final sobre o grupo, anunciando que depois de 7 anos Miss A encerraria suas atividades oficialmente.

## Ex-integrantes
- Fei (em coreano:  페이), nascida Wang Feifei (em chinês:  王霏霏 ) em 27 de abril de 1987 (37 anos) em Haikou, China.
- Jia (em coreano:  지아), nascida Meng Jia (em chinês:  孟佳) em 3 de fevereiro de 1989 (36 anos) em Loudi, China.
- Min (em coreano:  민), nascida Lee Minyoung (em coreano:  이민영) em 21 de junho de 1990 (34 anos) em Busan, Coreia do Sul.
- Suzy (em coreano:  수지), nascida Bae Suji (em coreano:  배수지) em 10 de outubro de 1994 (30 anos) em Gwangju, Coreia do Sul.

## Discografia

### Álbuns de estúdio
- A Class (2011)
- Hush (2013)

### Extended plays
- Touch (2012)
- Independent Women Part III (2012)
- Colors (2015)

### CDsingles
- Bad But Good (2010)
- Step Up (2010)

## Filmografia

### Séries de televisão
| Ano  | Título       | Nota                           |
| ---- | ------------ | ------------------------------ |
| 2012 | Dream High 2 | Aparição especial; episódio 15 |

### Reality shows
| Ano  | Título      | Emissora       |
| ---- | ----------- | -------------- |
| 2015 | Real Miss A | YouTube, Naver |

## Prêmios e indicações
| Ano  | Prêmio                       | Categoria                                    | Obra                 | Resultado | Ref.   |
| ---- | ---------------------------- | -------------------------------------------- | -------------------- | --------- | ------ |
| 2010 | 12º Mnet Music Awards        | Canção do Ano (Daesang)                      | "Bad Girl Good Girl" | Venceu    | [ 12 ] |
| 2010 | 12º Mnet Music Awards        | Artista do Ano (Daesang)                     | "Bad but Good"       | Indicado  | [ 12 ] |
| 2010 | 12º Mnet Music Awards        | Melhor Grupo Feminino Novo                   | "Bad but Good"       | Venceu    | [ 12 ] |
| 2010 | 12º Mnet Music Awards        | Melhor Performance de Dança - Grupo Feminino | "Bad Girl Good Girl" | Venceu    | [ 12 ] |
| 2010 | 2º Melon Music Awards        | MBC Estrela da Música                        | "Bad Girl Good Girl" | Venceu    | [ 13 ] |
| 2010 | 25º Golden Disk Awards       | Música Digital (Bonsang)                     | "Bad Girl Good Girl" | Venceu    | [ 14 ] |
| 2010 | Cyworld Digital Music Awards | Canção do Mês (Julho)                        | "Bad Girl Good Girl" | Venceu    | [ 15 ] |
| 2010 | Cyworld Digital Music Awards | Rookie do Mês (Julho)                        | "Bad Girl Good Girl" | Venceu    | [ 15 ] |
| 2011 | 13º Mnet Music Awards        | Melhor Performance de Dança - Grupo Feminino | "Goodbye Baby"       | Venceu    | [ 16 ] |
| 2011 | 20º Seoul Music Awards       | Prêmio Principal (Bonsang)                   | "Goodbye Baby"       | Venceu    | [ 17 ] |
| 2011 | 8º Korean Music Awards       | Melhor Canção de Dance e Eletrônica          | "Bad Girl Good Girl" | Venceu    | [ 18 ] |
| 2012 | 14º Mnet Music Awards        | Música do Ano                                | "Touch"              | Indicado  | [ 19 ] |
| 2012 | 14º Mnet Music Awards        | Melhor Performance de Dança - Grupo Feminino | "Touch"              | Indicado  | [ 19 ] |
| 2012 | 4º Melon Music Awards        | Artista Global                               | "Touch"              | Indicado  | [ 20 ] |
| 2012 | 26º Golden Disk Awards       | Música Digital (Bonsang)                     | "Touch"              | Venceu    | [ 21 ] |
| 2012 | 21º Seoul Music Awards       | Prêmio Principal (Bonsang)                   | "Touch"              | Venceu    | [ 22 ] |
| 2013 | 27º Golden Disk Awards       | Música Digital (Bonsang)                     | "Hush"               | Venceu    | [ 23 ] |
| 2013 | 22º Seoul Music Awards       | Prêmio Principal (Bonsang)                   | "Hush"               | Venceu    | [ 24 ] |
| 2014 | 16º Mnet Music Awards        | Melhor Performance de Dança - Grupo Feminino | "Hush"               | Indicado  | [ 25 ] |
| 2015 | 17º Mnet Music Awards        | Melhor Grupo Feminino                        | "Colors"             | Indicado  | [ 26 ] |